# Sector infomediari
El sector infomediari (infomediari ve de la combinació de "informació" i "intermediari") és el sector econòmic de les activitats d'anàlisi i tractament de les dades aportades per agents públics o privats per a generar un servei de valor afegit que assisteix en la presa de decisions. A l'Estat Espanyol aquest sector va començar a créixer a la dècada del 2010 a causa de les regulacions sobre la reutilització de les dades originades pel sector públic, concretament les relacionades amb les dades obertes i el govern obert.
A Dinamarca es va impulsar les dades obertes per impulsar el sector infomediari.
A l'Estat Espanyol el Projecte Aporta, posat en marxa el 2008, causà l'aparició del sector infomediari. Aquest projecte derivà del Pla Avanza i estava coordinat pel Ministeri d'Hisenda i Administracions Públiques i el Ministeri d'Indústria, Energia i Turisme.
Les dades personals al passar pel tractament dels infomediaris són anonimitzades.
L'ús dels productes dels infomediaris permet realitzar una segmentació del mercat i discriminació dels preus, segons una investigació realitzada mitjançant l'anàlisi d'un conjunt de dades d'informes d'usuaris sobre la informació que havien trobat mentre utilitzaven serveis de compra en línia.